# 伯爾策泰什蒂鄉

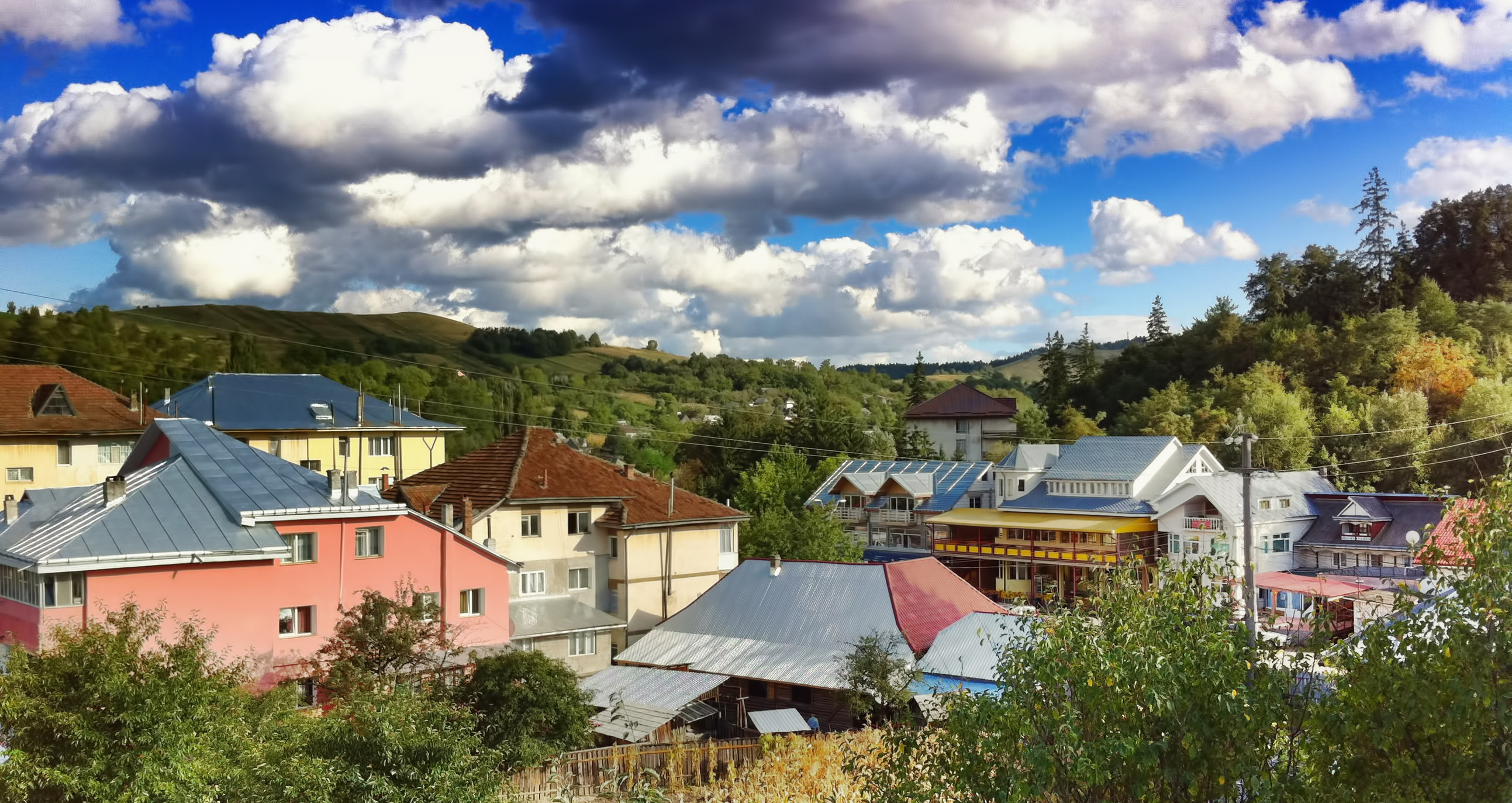

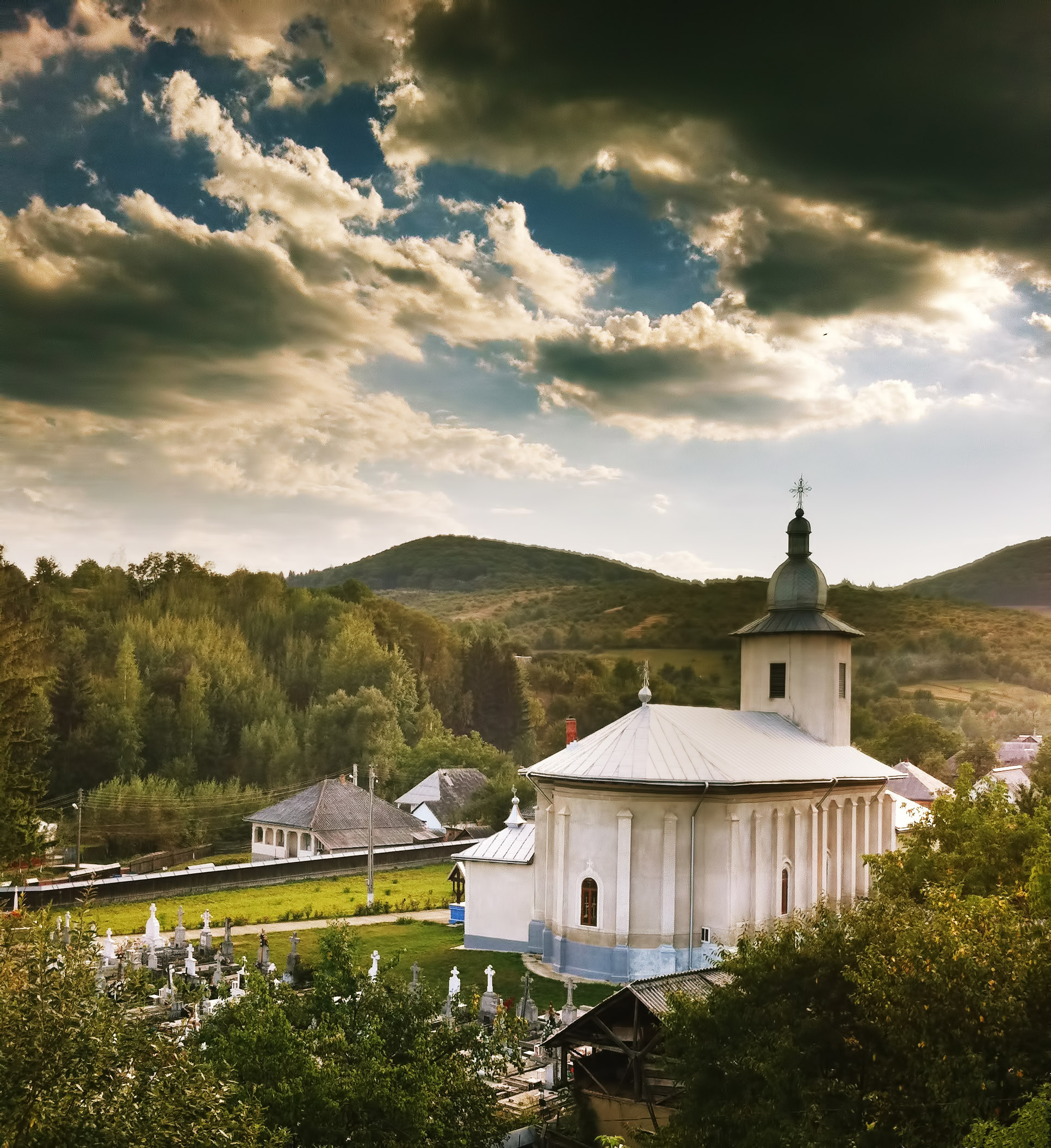

47°07′N 26°18′E / 47.117°N 26.300°E
伯爾策泰什蒂鄉（羅馬尼亞語：Comuna Bălțătești, Neamț），是羅馬尼亞的鄉份，位於該國東北部，由尼亞姆茨縣負責管轄，面積35平方公里，海拔高度425米，2007年人口4,410，人口密度每平方公里127人。